# Anthony Addabbo
Anthony Addabbo, né le 14 septembre 1960 à Coral Gables en Floride et mort le 18 octobre 2016 à Norfolk en Virginie, est un acteur et mannequin américain. 

## Biographie
Natif de Coral Gables en Floride, il grandit à Virginia Beach, en Virginie. Ayant d'abord envisagé le métier d'arboriculteur, il sort diplômé de l'Institut polytechnique et université d'État de Virginie de Blacksburg avant de partir s'installer à New York en 1987, pour commencer une carrière dans le mannequinat. 
Sa première apparition sur le petit écran est dans le téléfilm The Gunfighters de 1987 où il incarne Matt Everett. Il y gagne une reconnaissance qui lui permet de figurer au casting du feuilleton télévisé Générations, diffusé sur NBC, de 1989 à 1990. Par la suite, il apparaît principalement comme invité, notamment dans les séries Dallas, Cheers, Wings et Pacific Blue, et dans le soap-opera La Force du destin. Il est connu pour avoir incarné le personnage d'Anthony Carrera, alias Rush, dans le feuilleton télévisé Amour, Gloire et Beauté, entre 1997 et 1998.
Au cinéma, il apparaît dans les films Inside Out IV (1992), Red Shoe Diaries: Hotline (1994), Who Killed Buddy Blue? (1995) et plus récemment Ma mère, ses hommes et moi (2009).
Il meurt le 18 octobre 2016, sans que les causes de son décès ne soient connues. Marié à Hildellizza Pattino entre 1999 et 2004, il est le père d'un fils, Brandon.